# Mort et Vie de Bobby Z
Mort et Vie de Bobby Z (titre original : The Death and Life of Bobby Z) est un roman policier de Don Winslow publié en 1997 aux États-Unis puis traduit en français et publié en 1998.

## Résumé
Tim Kearney est un voleur dont la déveine l'a amené tout droit en prison puis sur la route d'un détenu chef d'un gang de bikers qui veut sa mort. Tim parvient à le tuer avant mais ce faisant, il réduit fortement son espérance de vie dans sa prison. C'est alors qu'il se voit proposer une mission très spéciale par le chef de la brigade des stupéfiants : sortir de prison pour prendre la place de Bobby Z, un important trafiquant de drogue californien mort très récemment après avoir été arrêté et à qui il ressemble fortement. Il devra être échangé avec un policier capturé par Don Huertero, à la tête d'un cartel de la drogue mexicain. Une mission qui ne sera pas de tout repos…

## Éditions
- The Death and Life of Bobby Z, Alfred A. Knopf, 1997, 259 p.  (ISBN 978-0-679-45429-8)
- Mort et Vie de Bobby Z, Belfond, 30 mars 1998, trad. Oristelle Bonis, 285 p.  (ISBN 2-7144-3529-7)
- Mort et Vie de Bobby Z, Points, coll. « Thriller » no 10964, 6 septembre 2001, trad. Oristelle Bonis, 350 p.  (ISBN 2-266-10192-7)
- Mort et Vie de Bobby Z, Le Livre de poche, coll. « Policier » no 31824, 17 mars 2010, trad. Oristelle Bonis, 416 p.  (ISBN 978-2-253-13406-0)
- Mort et Vie de Bobby Z,  HarperCollins, coll. « Poche » no 90, 27 mai 2020, trad. Oristelle Bonis, 320 p.  (ISBN 979-10-339-0380-2)

## Adaptation cinématographique
En 2007, le roman a été adapté au cinéma sous le titre Kill Bobby Z, film dirigé par John Herzfeld et interprété par avec Paul Walker, Laurence Fishburne et Olivia Wilde.